# MP3
MP3 е формат за съхраняване на аудио-информация върху електронен носител.
MPEG-1 Audio Layer 3, по-често наричан MP3, е формат за кодиране на звук. Използва алгоритъм за компресия със загуби – за да намали значително количеството данни, необходими за възпроизвеждане на звука, като в същото време запазва качеството близко до оригиналния некомпресиран вид. Цифров MP3 файл, създаден при 128kbits/s е обикновено с размер 1/10 от размера на данните, намиращи се на музикално CD.
MP3 е аудио формат, създаден от групата MPEG (Motion Pictures Expert Group-група на кинематографичните експерти) към институцията Фраунхофер (Fraunhofer-Gesellshaft). Групата е интернационална и се състои от Джонстън (САЩ), Щол (Германия), Деери (Франция), Бранденбург (Германия), ван де Керкоф (Нидерландия) и Киарильоне (Италия). Всеки един от тях е бил вече работил в областта като приносът на Карлхайнц Бранденбург се счита за най-съществен. През 1987 година, изследователският център към Fraunhofer-Institut für Integrierte Schaltungen, Erlangen, започва работа по проект наречен EUREKA EU147, цифрово разпространение на звук (Digital Audio Broadcasting), висококачествен формат за кодиране на аудио информация с минимално количество данни. През 1988 година Fraunhofer получава патент в Германия, а през 1992 година алгоритъмът за кодиране се използва в аудио-видео формата MPEG-1. През 1993 година официално излиза MPEG-1, а през следващата година и MPEG-2. През 1995 година е създаден първият програмен MP3 плейър Winplay3. При разработката на алгоритъма са правени тестове с конкретни популярни композиции, като основна е била песента на Сюзън Вега „Вечерята на Томи“ (Suzanne Vega, Tom's Diner).
През 1996 година се получава и патент в САЩ, а през февруари 1998 година Fraunhofer започват да упражняват патентните си права, като оттогава нататък всички разработчици на софтуер, използващ алгоритъма за кодиране, трябва да заплащат лицензионни такси на компанията. През 1999 година се появяват първите преносими MP3 плейъри, както и първата компания, която продава музика използвайки този формат. Понастоящем правата върху MP3 се притежават от френската компания Alcatel-Lusent, която е предявила съдебен иск към Microsoft за сумата 1,52 милиарда долара, поради вградената поддръжка на MP3.
Към настоящия момент MP3 е най-разпространеният и най-популярен формат за цифрово кодиране на звукова информация. Той се използва широко във файл-обменните мрежи за предаване на музикални произведения и може да се прослушва във всяка съвременна операционна система, на всеки портативен плейър, както и на всички съвременни аудиосистеми, вкл. и DVD плейъри.
Тази популярност на формата в някаква степен задържа развойния процес, тъй като всички производители на електронни уреди за прослушване на аудио-информация продължават да го използват.